# شنبة بازار (مقاطعة فومن)
شنبة بازار (بالفارسية: شنبه بازار) هي قرية تقع في غيلان في إيران. يقدر عدد سكانها بـ 609 نسمة بحسب إحصاء 2016.